# Famille de Girsberg
La famille de Girsberg est une famille noble mentionnée à partir de la deuxième moitié du XIIe siècle, dans la région de Colmar. Alliée des Hohenstaufen, elle décline après leur disparition dans la deuxième moitié du XIIIe siècle, alors que les Hattstatt et les Ribeaupierre lui contestent le contrôle de la région. Il en résulte plusieurs décennies d’affrontements et plusieurs sièges de leurs châteaux. Au début du XIVe siècle, la famille se divise en deux branches : celle des Girsberg-Stein, se rapproche des Ribeaupierre et s’établit au Girsberg, tandis que l’autre conserve l’héritage familial et s’établit au château de Walbach. Les Girsberg-Walbach s’éteignent dans la deuxième moitié du XVe siècle et les Girsberg-Stein vers le milieu du XVe siècle.

## Histoire

### Ascension
La famille apparaît pour la première fois en 1162 avec la mention de Ernvridus de Guizesperch, qui s’occupe des domaines colmariens de l’abbaye de Payerne. Ils construisent probablement à cette époque leur château du Girsberg-Schaenzel, ou Gigersbourg, sur les terres de l’abbaye, sans que l’on sache s’il s’agit d’une construction autorisée par celle-ci ou non.
Dans les décennies suivantes, plusieurs membres de la famille de Girsberg apparaissent dans l’entourage des Hohenstaufen, et notamment des empereurs Frédéric Barberousse et Frédéric II. Au début du XIIIe siècle, ils détiennent de nombreuses terres autour de Colmar et à l’entrée de la vallée de Munster. Andreas de Girsberg construit vers 1222 le château de Wassenberg, ainsi que des chapelles à Wihr-au-Val et Katzenthal.

### Déclin
L’affaiblissement puis la disparition des Hohenstaufen dans la deuxième moitié du XIIIe siècle les prive toutefois du soutien impérial. Le Grand Interrègne qui s’ensuit voit par ailleurs l’émergence de nouvelles familles concurrentes et opposés aux Girsberg. Au Sud, les Hattstatt remontent peu à peu vers le Nord et consolident leur position en construisant un château à Soultzbach-les-Bains en 1275. De l’autre côté, les Ribeaupierre avancent progressivement par le Nord et l’Ouest. Le nouvel empereur, Rodolphe de Habsbourg, ainsi que de l’évêque de Strasbourg, convoitent par ailleurs eux aussi ce secteur.
Pressés de toute part, les Girsberg se lancent à partir de la fin des années 1270 dans une politique très agressive contre leurs nouveaux voisins, dans l’espoir de les tenir à distance. En 1279, ils incendient Wihr-au-Val, propriété des Ribeaupierre, et attaquent Turckheim, propriété des Habsbourg. En 1281, ils construisent le Gigersberg-Staufen dans une tentative de prendre le contrôle du col de Marbach, tandis que les Hattstatt construisent en face le Haut-Hattstatt pour les en empêcher. Le Gigersberg-Staufen est détruit et reconstruit à plusieurs reprises au cours des années 1280, mais les Girsberg perdent finalement le contrôle de Wasserbourg peu de temps après.
Ces conflits n’empêchent toutefois pas les Girsberg, les Ribeaupierre, les Hattstatt et l’évêque de Strasbourg de s’allier en 1281 contre la ville de Colmar, qui a pris son indépendance en 1278 avec l’aide de Rodolphe de Habsbourg. En 1289, ils font assassiner l’ancien schultheiss impérial de Colmar, Sigfrid de Gundolsheim. Utilisant cet acte comme casus belli, Rodolphe de Habsbourg décrète la mise au ban de l’empire des Girsberg et ordonne à Conrad de Hattstatt de s’emparer de leurs biens pour la couronne. Celui-ci, allié aux Colmariens, entame le siège du Gigersbourg avec une imposante armée, mais la forteresse résiste vingt-trois semaines avant de capituler en février 1290. Les Girsberg sont emprisonnés jusqu’en 1293, leur château démantelé et leurs terres prises par les Hattstatt.

### Séparation en deux branches et disparition
En 1296, ils prennent le parti de Albert de Habsbourg contre Adolphe de Nassau. Ce soutien leur permet de reconstruire une nouvelle fois le Gigersberg-Staufen, tandis que Jean de Girsberg devient prévôt de Colmar en 1303. La famille est toutefois agitée par de graves querelles internes et éclate en deux branches à partir de 1302. La branche cadette conserve les terres familiales, notamment le château de Walbach et probablement aussi le Girsberg-Staufen. La branche aînée quant à elle se rapproche des Ribeaupierre et fait allégeance à Henri de Ribeaupierre en 1304.
La branche aînée reçoit en fief des Ribeaupierre en 1316 le château de la Roche, ou Stein, en échange des terres qu’ils possèdent encore dans la vallée de Munster ; le château est rebaptisé ultérieurement Girsberg. Les Girsberg-Stein s’éteignent vers le milieu du XVe siècle, lorsque meurt l’écuyer Henri de Girsberg, qui était bailli du Hohnack en 1438. La branche cadette disparaît probablement à peu près en même temps lorsque meurent les enfants de Hans-Wilhelm de Girsberg après 1433.
Les Girsberg mentionnés entre le milieu du XVIe siècle et la première moitié du XVIIe siècle et dont certains membres sont aussi bailli du Hohnack ne sont pas apparentés à cette famille : il s’agit probablement d’une branche bâtarde des Ribeaupierre à laquelle ces derniers ont donné le château du Girsberg.